# Viaduc de franchissement de la rocade ouest de Toulouse
Le viaduc de franchissement de la rocade ouest de Toulouse est un ouvrage d'art ferroviaire de type pont à poutres situé dans le département français de Haute-Garonne en région Occitanie. Il est intégralement situé sur la commune de Toulouse et franchit la rue Nicolas-Louis-Vauquelin ainsi que l'autoroute A620.

## Situation
Le viaduc se situe à Toulouse quartier du Mirail entre les stations Mirail – Université et Bagatelle.
Dans le sens ouest-est (Mirail – Université à Bagatelle), il franchit la rue Nicolas-Louis-Vauquelin suivi immédiatement après de la rocade ouest de Toulouse, l'autoroute A620. Des trémies à chaque extrémité font la transition entre les tunnels et le viaduc. Pour celle côté ouest, le tunnel commence immédiatement sous le campus du Mirail et le viaduc quelques mètres avant la rue Vauquelin ; la trémie en elle-même se situe tout à fait parallèlement à l'allée Antonio-Machado. Côté est, le viaduc débute au pied de la bretelle d'accès à la rocade ouest vers le nord, et le tunnel au moment de passer sous la rue Henri-Desbals, juste avant que cette dernière ne croise la rue Paul-Lambert.

## Caractéristiques techniques
La longueur totale du viaduc est de 204 mètres. L'ouvrage est composé de 5 piliers en béton en forme d'arches.

## Histoire
À l'origine, ce viaduc ainsi que celui de Basso Cambo n'auraient dû être qu'un seul ouvrage, le projet initial étant un métro aérien à travers le Mirail.

## Galerie

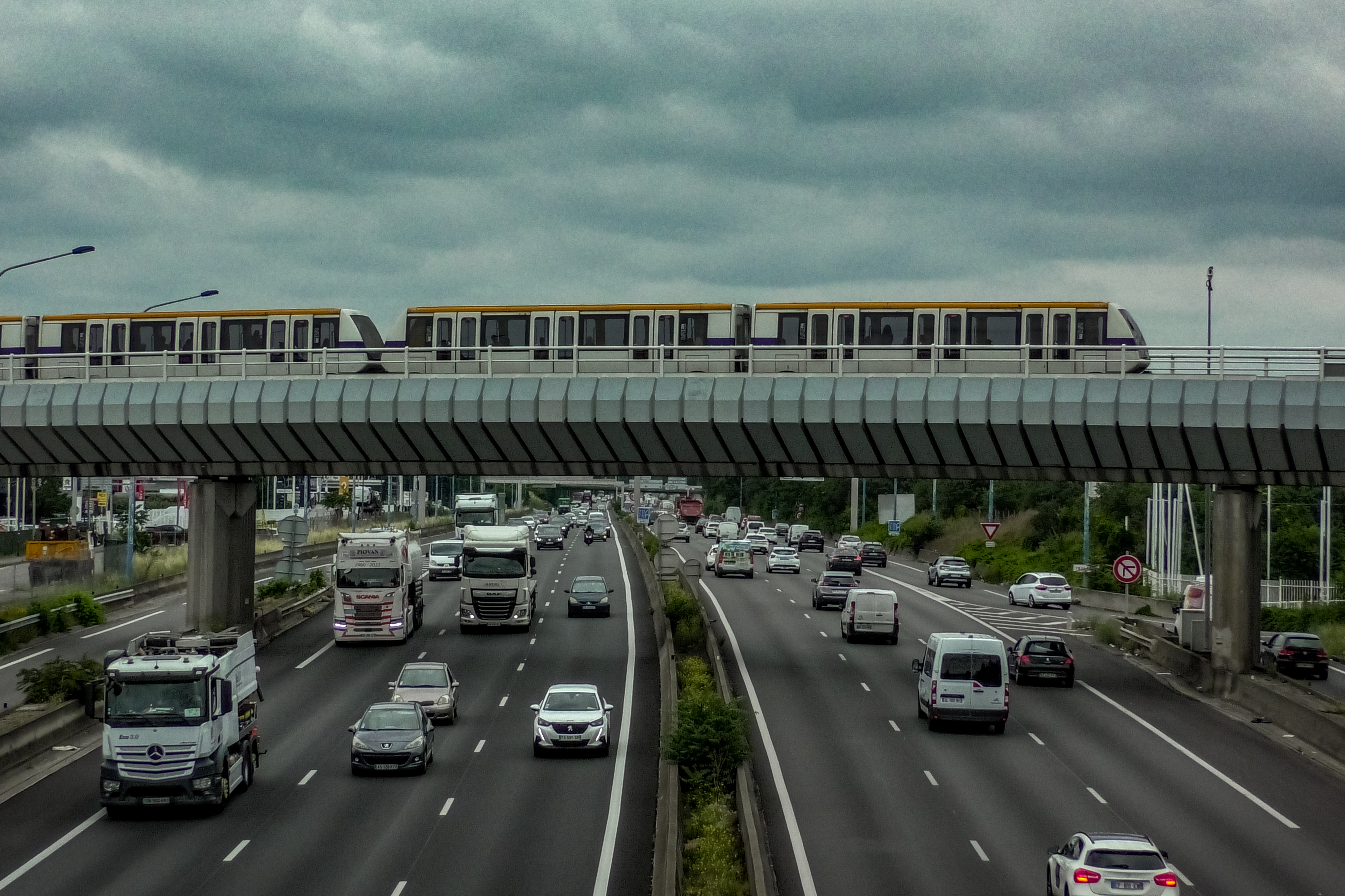
Le pont au-dessus de la rocade.
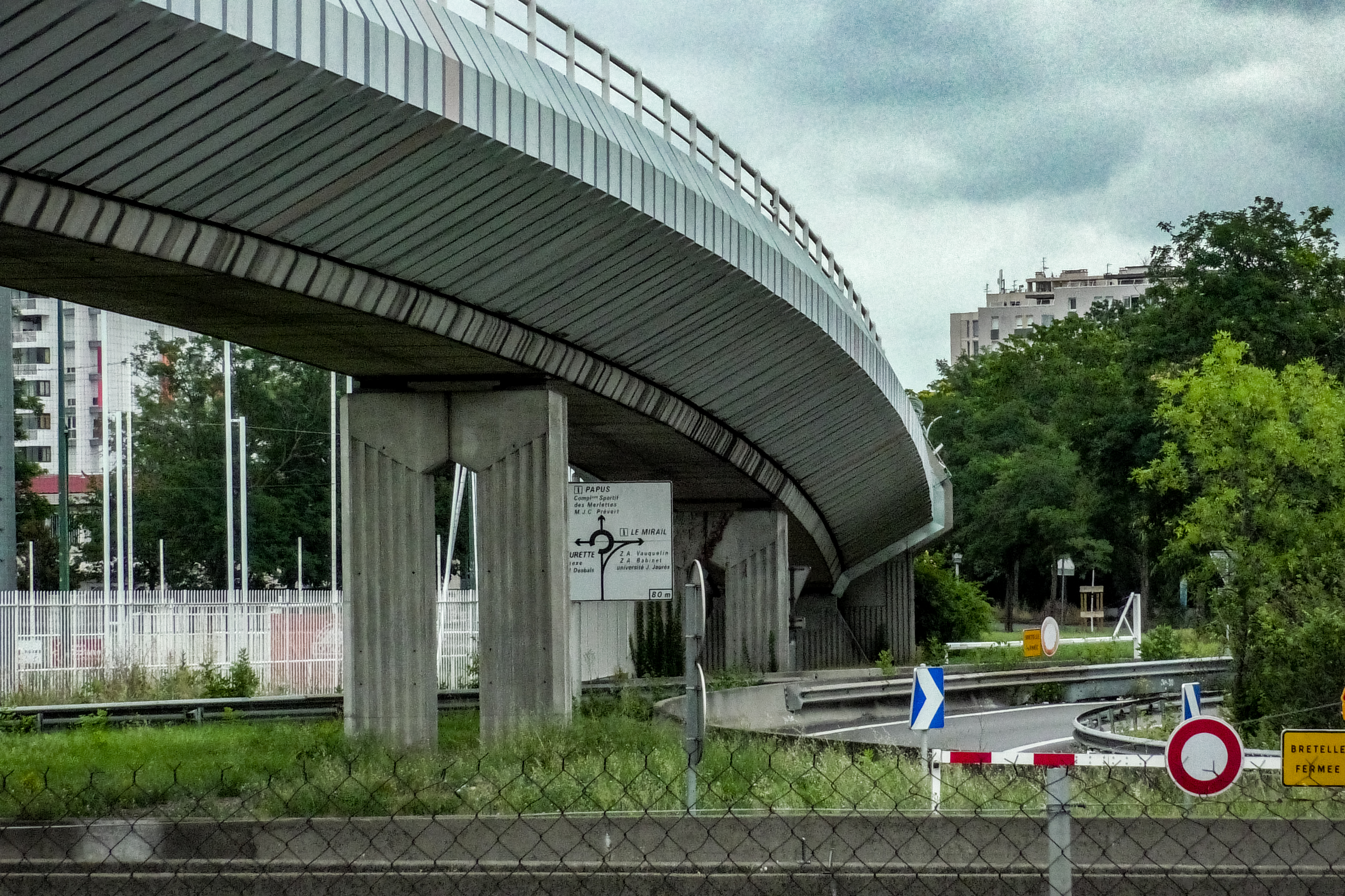
Autre vue.
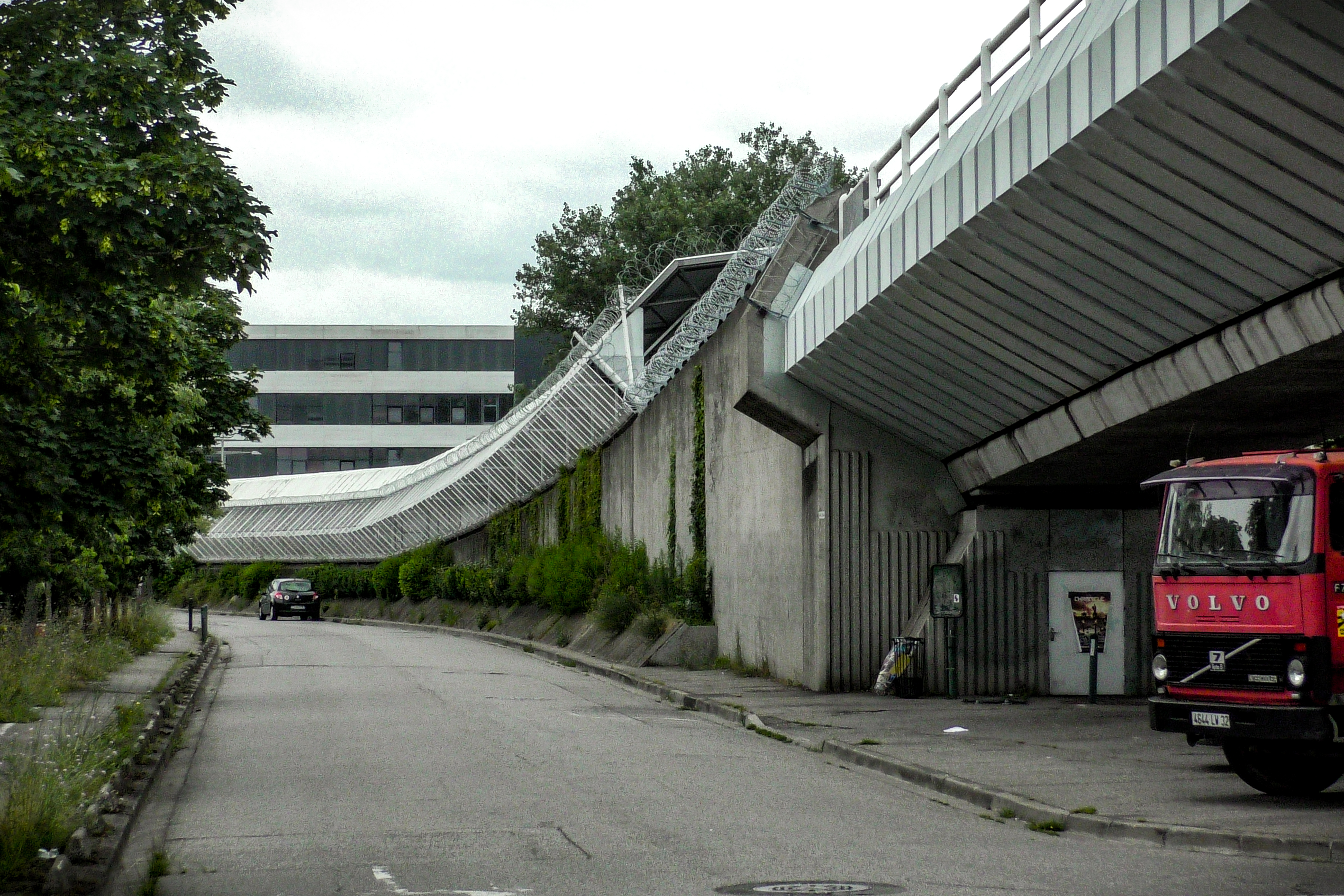
Trémie du côté du campus du Mirail.
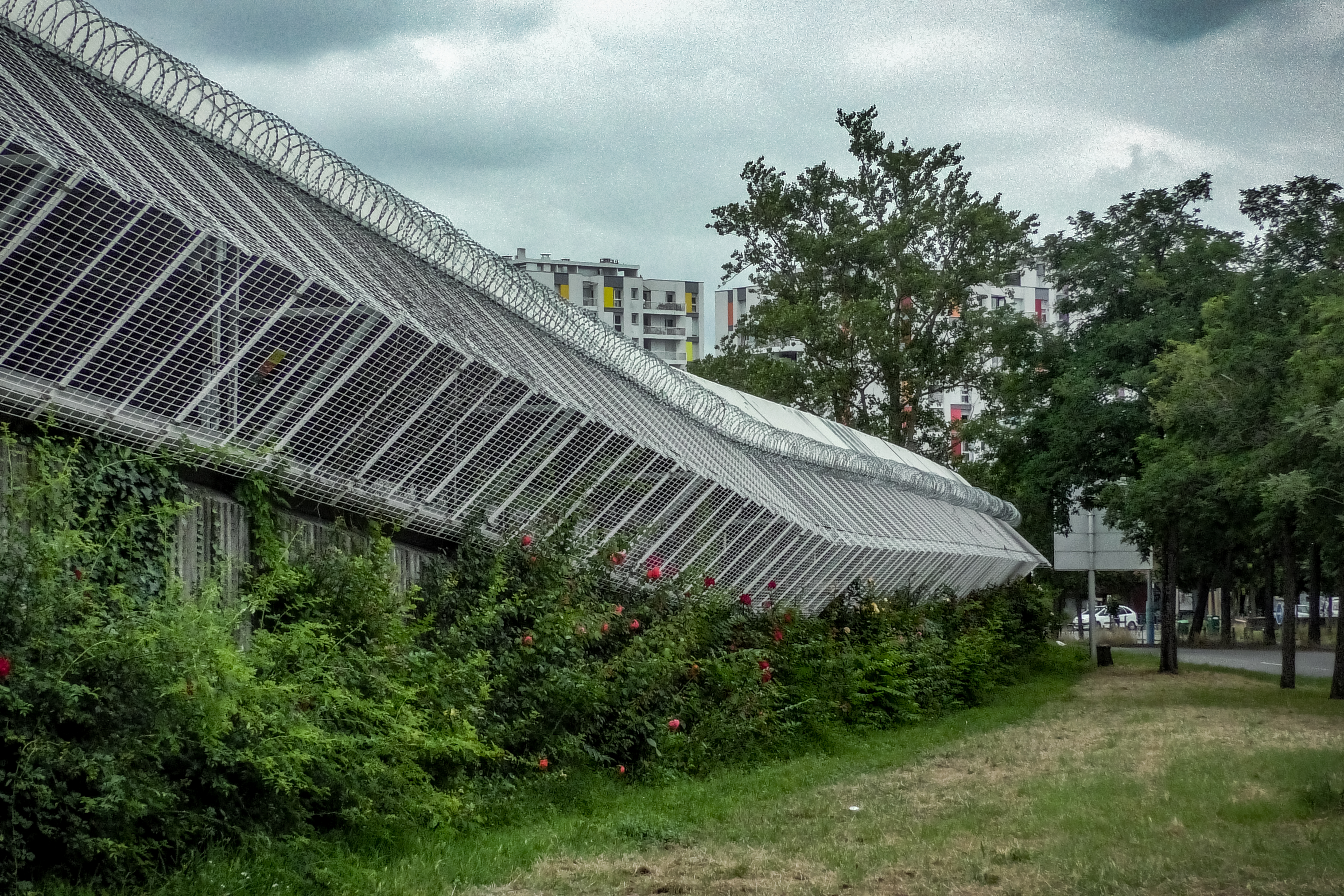
Trémie du côté du quartier Bagatelle.